# Kein Land für alte Männer
Kein Land für alte Männer (englischer Originaltitel: No Country for Old Men) ist ein Roman des US-amerikanischen Autors Cormac McCarthy aus dem Jahr 2005. Die deutschsprachige Übersetzung von Nikolaus Stingl erschien im März 2008, nach dem deutschen Kinostart der mit vier Oscars ausgezeichneten Verfilmung No Country for Old Men der Gebrüder Coen aus dem Jahr 2007. Der Titel entstammt der ersten Zeile des Gedichts Sailing to Byzantium von William Butler Yeats aus dem Jahr 1928.

## Handlung
Die eigentliche Hauptperson des Buches ist der alternde Sheriff Bell. Seine Wege kreuzen sich im Laufe der Handlung mit denen der anderen Protagonisten:
Der Hobbyjäger und Vietnamveteran Llewelyn Moss macht bei einem morgendlichen Jagdausflug in die texanische Wüste eine grausige Entdeckung: Mehrere Wagen stehen vollkommen verlassen in der Sonne; bei genauerer Betrachtung entdeckt er mehrere Tote und einen Verwundeten in und um die Wagen herum. Einer der Toten hält eine zerrissene Tüte mit Heroin in der Hand, ein anderer einen Koffer mit 2,4 Mio. Dollar. Moss wird sofort klar, was hier passiert ist: ein missglückter Drogendeal. Moss nimmt das Geld an sich und verschwindet. Als er in der Nacht, von Gewissensbissen geplagt, jedoch zurückkehrt, um dem Verwundeten Wasser zu bringen, wird er von mehreren Killern angegriffen, offenbar Personen, die zu den Parteien des Drogendeals gehören und denen nun alles daran liegt, das Geld zurückzubekommen.
Zu diesem Zweck wird der psychopathische Auftragsmörder Anton Chigurh auf Moss angesetzt. Chigurh ist zwar einerseits ein gnadenloser Mörder, scheint sich selbst jedoch als einen Vollstrecker des Schicksals zu sehen. So lässt er mitunter einen Münzwurf entscheiden, ob ein Opfer verschont werden soll. Ebenfalls charakteristisch für Chigurh ist seine Lieblingswaffe: ein Bolzenschussgerät, welches eigentlich zur Betäubung bei der Schlachtung von Rindern auf Farmen gedacht ist, von ihm aber gleichermaßen zum geräuschlosen Töten wie auch zum „Schlösseröffnen“ verwendet wird. Chigurh beginnt Moss gnadenlos zu verfolgen, was ihm dank eines im Geld versteckten Peilsenders möglich ist. Moss, der ahnt, dass er sich in Gefahr befindet, schickt seine Frau Carla Jean zu ihrer Mutter und verspricht selbst nachzukommen.
Moss quartiert sich in verschiedenen Motels ein, wo er jedoch immer wieder vertrieben wird, meist von den Mexikanern, die nach dem Geld suchen. Zu einem ersten Treffen zwischen Moss und Chigurh kommt es in der Nacht im letzten besagten Motel. Dort macht Chigurh Moss ausfindig, nachdem er bei ihm zu Hause war. Im Motel öffnet Chigurh die Tür mit dem Bolzenschussapparat. Moss ist gezwungen, aus dem Fenster auf die Straße zu springen. Verletzt rafft er sich auf und versucht zu fliehen, als Chigurh ihn aus dem Fenster heraus beschießt und an der Hüfte trifft. Als Moss sich in einer Gasse hinter einem Auto versteckt, gelingt es ihm, Chigurh in den Oberschenkel zu schießen.
Zur Versorgung seiner Verwundung raubt Chigurh Medikamente aus einer Apotheke. Derweil trifft Sheriff Bell auf Carla Jean. Sie erfährt erst jetzt, in welcher Gefahr ihr Mann tatsächlich steckt, und bittet Bell, ihm zu helfen.
Unterdessen wirft Moss den Geldkoffer in das Niemandsland an der mexikanisch-texanischen Grenze und lässt sich in einem mexikanischen Krankenhaus stationär behandeln.
Eine weitere Partei hat Carson Wells, einen Vietnam-Veteran, Auftragsmörder und Bekannten von Chigurh, beauftragt, diesen zu töten und das Geld wiederzubeschaffen. Wells spricht im Krankenhaus mit Moss und bietet ihm seine Hilfe gegen Chigurh im Austausch gegen das Geld an. Als Wells in sein Hotelzimmer geht, wird er dort von Chigurh erschossen. Anschließend will Moss bei Wells anrufen, so kommt es zu einem Dialog der beiden Kontrahenten. Chigurh droht damit, Carla Jean zu töten, sollte er nicht sofort das Geld erhalten. Er fügt hinzu, dass er Moss ohnehin töten werde, dieser könne nur noch seine Frau retten. Moss geht darauf nicht ein und sagt seiner Frau, dass sie nach El Paso kommen soll. Dort will er sie in einem Motel treffen.
Auf dem Weg nimmt Moss eine Tramperin mit, welche behauptet 18 Jahre zu sein, aber eigentlich erst 15 sowie von zu Hause ausgerissen ist. Er möchte, dass sie fährt, damit er sich ausruhen und seine Verletzungen schonen kann. Moss erklärt dem Mädchen, wie gefährlich es ist zu trampen, möchte, dass sie nach einer Übernachtung im Motel mit dem Bus wieder nach Hause fährt, und gibt ihr dafür Geld.
Im Motel werden Moss und das im Roman namenlos bleibende Mädchen jedoch tragischerweise von Mexikanern erschossen, kurz bevor Bell dort eintrifft. Carla Jean wird auf Grund der Zeitungsberichte glauben, dass Moss sie mit dem Mädchen betrogen hat. Bell hätte ihr gern noch erklärt, dass er dies nicht glaubt, aber sie hat nach seiner Mitteilung vom Tod ihres Mannes jeden Kontakt mit ihm abgebrochen.
Chigurh findet in diesem Motel das Geld im Lüftungsschacht und bringt es den Auftraggebern zurück, möchte dafür aber mit diesen ins Geschäft kommen.
Gegen Ende des Buches besucht er – gemäß seiner merkwürdigen Moral, weil er versprochen hatte, sie zu töten – Carla Jean. Zwar gibt er ihr eine Chance und wirft eine Münze, die über ihr Leben entscheiden soll, aber sie verliert und er tötet sie. Als Chigurh wegfährt, gerät er in einen Autounfall, überlebt diesen nur knapp und flüchtet mit Mühe von der Unfallstelle.
Zuletzt kehrt die Handlung noch einmal zu den erfolglosen Ermittlungen Sheriff Bells und dessen Gedankenwelt zurück.

## Schreibstil
Die Handlung wird in reduzierten, kurzen Sätzen mit Dialogen dargestellt, was schon fast an ein Filmdrehbuch erinnert. Im Gegensatz dazu gibt es auch 13 kursiv geschriebene Kapitel, welche innere Monologe der Romanfigur des Sheriffs Ed Tom Bell beschreiben, in welchen es meist um den moralischen Verfall in der Gesellschaft geht.

## Verfilmung
Die Brüder Ethan und Joel Coen (Fargo) verfilmten den Roman 2007 mit Tommy Lee Jones als Sheriff Bell, Josh Brolin als Moss und Javier Bardem als Anton Chigurh. Die Coens schrieben das Drehbuch selbst und produzierten den Film zusammen mit Scott Rudin. Die Handlungen des Films und der Buchvorlage unterscheiden sich nur in Nuancen und der Roman kann daher fast als Drehbuch für den Film angesehen werden. Ein großer Unterschied ist allerdings die von Cormac McCarthy geographisch genau beschriebene Verfolgungsjagd, auf die im Film nicht so genau eingegangen wird. Viele kleine Städte von West-Texas werden genannt, sodass man mit einem Atlas die mörderische Fahrt des Anton Chigurh gut verfolgen kann. Bardem gewann für seine Darstellung den Oscar als Bester Nebendarsteller. Die Coens wurden in den Kategorien Bester Film, Beste Regie und Bestes adaptiertes Drehbuch ausgezeichnet.

## Erscheinungsdatum und kommerzieller Erfolg
In den USA wurde der Roman am 19. Juli 2005 veröffentlicht. In der ersten Augustwoche 2005 konnte er sich hier in den Top 10 der The New York Times Best Seller list platzieren und wurde 5 Wochen in den Top 10 dieser Bestsellerliste geführt, auf welcher der Roman als beste Platzierung den Rang 8 erreichte. In Deutschland war die Veröffentlichung des Romans vom Rowohlt Verlag eigentlich für den Sommer des Jahres 2008 geplant, wurde jedoch nach der erfolgreichen Oscarverleihung für die Verfilmung  des Buches zum Jahresbeginn 2008 auf März 2008 vorgezogen. Im Veröffentlichungsmonat konnte der Roman auf der Spiegel-Bestsellerliste Rang 36 erreichen.

## Zeitgenössische Kritik
Bei den deutschsprachigen Rezensenten war man sich einig, dass der reduzierte Stil von Gewaltdarstellungen eigentlich eine gute Vorlage für einen Quentin-Tarantino-Film abgegeben hätte. Jörg Magenau im Tagesspiegel fand es dabei schade, dass der Roman in Deutschland nach der Verfilmung erschienen ist, weil man damit schon die Bilder der darstellenden Schauspieler für die Charaktere im Kopf hat. Angetan ist der dabei auch von den Monologen des Sheriffs Bell, welche das Scheitern eines tief empfundenen Konservatismus darstellen. Hubert Spiegel in der Frankfurter Allgemeinen Zeitung kann dagegen mit dem Moralismus in den Monologen wenig anfangen und findet deshalb auch die Verfilmung besser, in welchem diese nicht vorkommen. Überhaupt reicht dieses Buch eines metaphysisch überhöhten Drogenthrillers seiner Ansicht nach nicht an den Roman Die Straße vom selben Autor heran, welchen er sogar für nobelpreiswürdig hält. In der Neuen Zürcher Zeitung meint Michael Schmitt, dass der Roman durchaus gegen die Verfilmung bestehen kann, da er trotz seines reduzierten Stils sowie seiner Düsternis ohne Trostpotential melancholische Fragen seiner Protagonisten aufwirft.